# René Lourau
Pour le musicien de jazz, voir Julien Lourau.
René Lourau, né le 26 août 1933 à Gelos (Pyrénées-Atlantiques) et mort le 11 janvier 2000 à Versailles, est un sociologue et intellectuel français. Professeur de sociologie à l'université Paris-VIII (en 1994), professeur de sciences politiques et de sciences de l'éducation à l'université Paris-VIII (en 1999).
Il est un des théoriciens de l'analyse institutionnelle ainsi que du concept d'implication, qui tente de proposer une construction théorique comparable aux conséquences du principe d'incertitude en physique. Très influencé par Henri Lefebvre, il s'est beaucoup intéressé sur la fin de sa vie aux travaux de Gilbert Simondon.
René Lourau est le père du saxophoniste et compositeur de jazz Julien Lourau.

## Publications
- L'instituant contre l'institué, Anthropos, 1969.
- L'illusion pédagogique, L'Épi, 1969.
- L'analyse institutionnelle, Éditions de Minuit, 1970.
- Analyse institutionnelle et éducation, L'Épi, 1971.
- Les analyseurs de l'Église, Anthropos, 1972.
- L'analyseur Lip, UGL, « 10/18 », 1974.
- Sociologue à plein temps, L'Épi, 1976.
- Le gai savoir des sociologues, UGL, « 10/18 », 1977.
- avec Georges Lapassade, Clés pour la sociologie, Éditions Seghers, 1971.
- L'État inconscient, Éditions de Minuit, 1978.
- L'autodissolution des avant-gardes, Éditions Galilée, 1980.
- Le Lapsus des intellectuels, Privat, 1981.
- Le journal de recherche. Matériaux d'une théorie de l'implication, Méridiens Klincksieck, 1988.
- avec Jacques Ardoino, Les pédagogies institutionnelles, Presses universitaires de France, 1994.
- Actes manqués de la recherche, Presses universitaires de France, 1994.
- Interventions socianalytiques, Anthropos, 1996.
- Implication et transduction, Anthropos, 1997.
- La clé des champs, une introduction à l'analyse institutionnelle, Anthropos, 1997.
- Le principe de subsidiarité contre l'Europe, Presses universitaires de France, 1997.